# 駐愛爾蘭臺北代表處

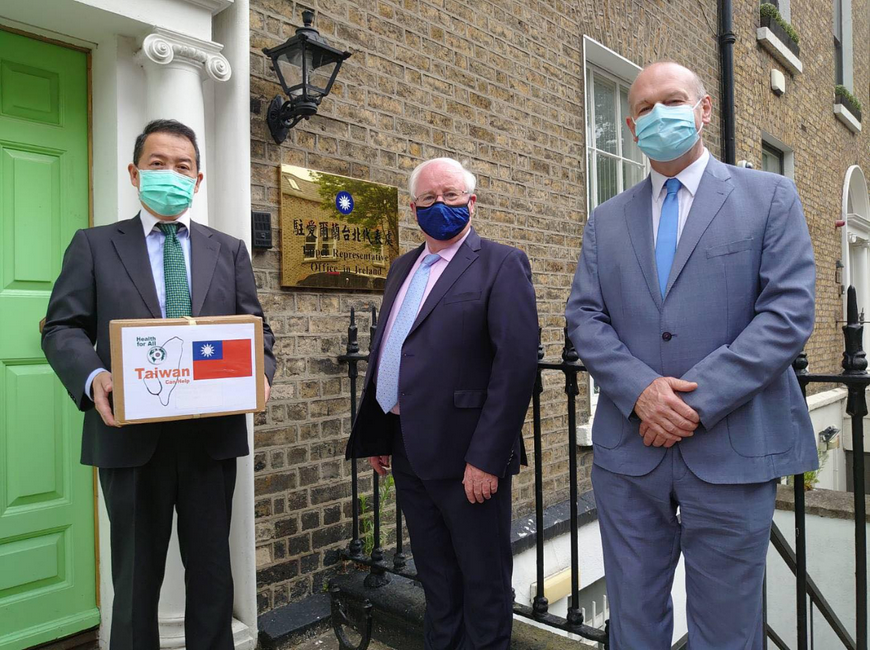
2021年6月，駐愛爾蘭代表楊子葆（左）與外賓合影於代表處館牌前。

駐愛爾蘭臺北代表處（英語：Taipei Representative Office in Ireland），亦稱駐愛爾蘭代表處，是中華民國政府派駐愛爾蘭共和國的代表機構。
代表處負責推動臺灣與愛爾蘭之間的經貿、學術、文化、旅遊、科技、教育等各層面的雙邊關係，以及辦理護照、簽證、文件證明等领事相關業務，並提供僑民服務與旅外國人急難救助，功能等同邦交國的大使館。

## 歷史
1988年7月12日，於首都都柏林設立具大使館功能的駐愛爾蘭自由中國中心。
1991年5月2日，更名為駐愛爾蘭臺北經濟文化辦事處。
1995年8月18日，再更名為駐愛爾蘭臺北代表處。

## 外部連結
- 駐愛爾蘭臺北代表處的Facebook、Twitter